# Ришельё, Арман-Эммануэль дю Плесси
Арма́н-Эммануэ́ль де Виньеро́ дю Плесси́, герцог де Ришельё, герцог де Фронсак, граф де Шино́н (Эммануи́л О́сипович [де] Ришелье́; фр. Armand Emmanuel Sophie Septemanie de Vignerot du Plessis, 5eme duc de Richelieu; 25 сентября 1766, Париж — 17 мая 1822, там же) — французский и русский государственный деятель, один из основателей Одессы; на русской службе — градоначальник Одессы (1803–1814) и генерал-губернатор Новороссии и Бессарабии (1804–1815), на французской — министр иностранных дел (1815—1818) и первый министр (1815—1818, 1820—1821) правительства Людовика XVIII. Член Французской академии (с 1816; на кресле № 16).

## Происхождение
Родился в 1766 году в Париже. 
От рождения носил фамилию де Виньеро дю Плесси и был представителем старинного рода Виньеро (фр.). Вопреки распространённому заблуждению, не являлся прямым потомком семьи кардинала Ришельё (1585—1642) по мужской линии, хотя и носил учреждённый для кардинала герцогский титул. 
Кардинал Ришельё (который принадлежал к ветви Ришельё (фр.) рода дю Плесси (фр.)) с разрешения короля передал свой титул внуку своей сестры Франсуазы (ок. 1586 — 1615), которая была замужем за сеньором Рене де Виньеро (1561—1624; фр.) — Арману-Жану де Виньеро (1629—1715). В дальнейшем титул герцогов де Ришельё принадлежал уже семье Виньеро, члены которой также получили право присоединить фамилию кардинала — дю Плесси, к собственной фамилии. На Армане-Эммануэле и эта семья пресеклась в мужском колене. 
При жизни деда, маршала Ришельё (1696—1788), который, как и кардинал Ришельё, в дальнейшем стал героем романов Дюма, Арман-Эммануэль носил титул учтивости граф де Шинон, а при жизни отца, французского генерал-лейтенанта Луи Антуана де Виньеро де Плесси (1736—1791) — титул учтивости герцог де Фронсак, пока в 1791 году не стал 5-м герцогом де Ришельё.
Его мать Аделаида (1742—1767), которая скончалась спустя год после рождения сына, была дочерью французского посла в Австрии Эммануэля Д’Отфора (1700—1777), а бабушка (супруга маршала Ришельё) происходила из знаменитой семьи де Гиз — младшей ветви Лотарингского дома, главой которого в то время был австрийский император. 
В XVIII веке другой ветви семьи де Виньеро принадлежал ещё титул герцог д’Эгийон, но он вымер в 1800 году со смертью последнего герцога.

## Биография

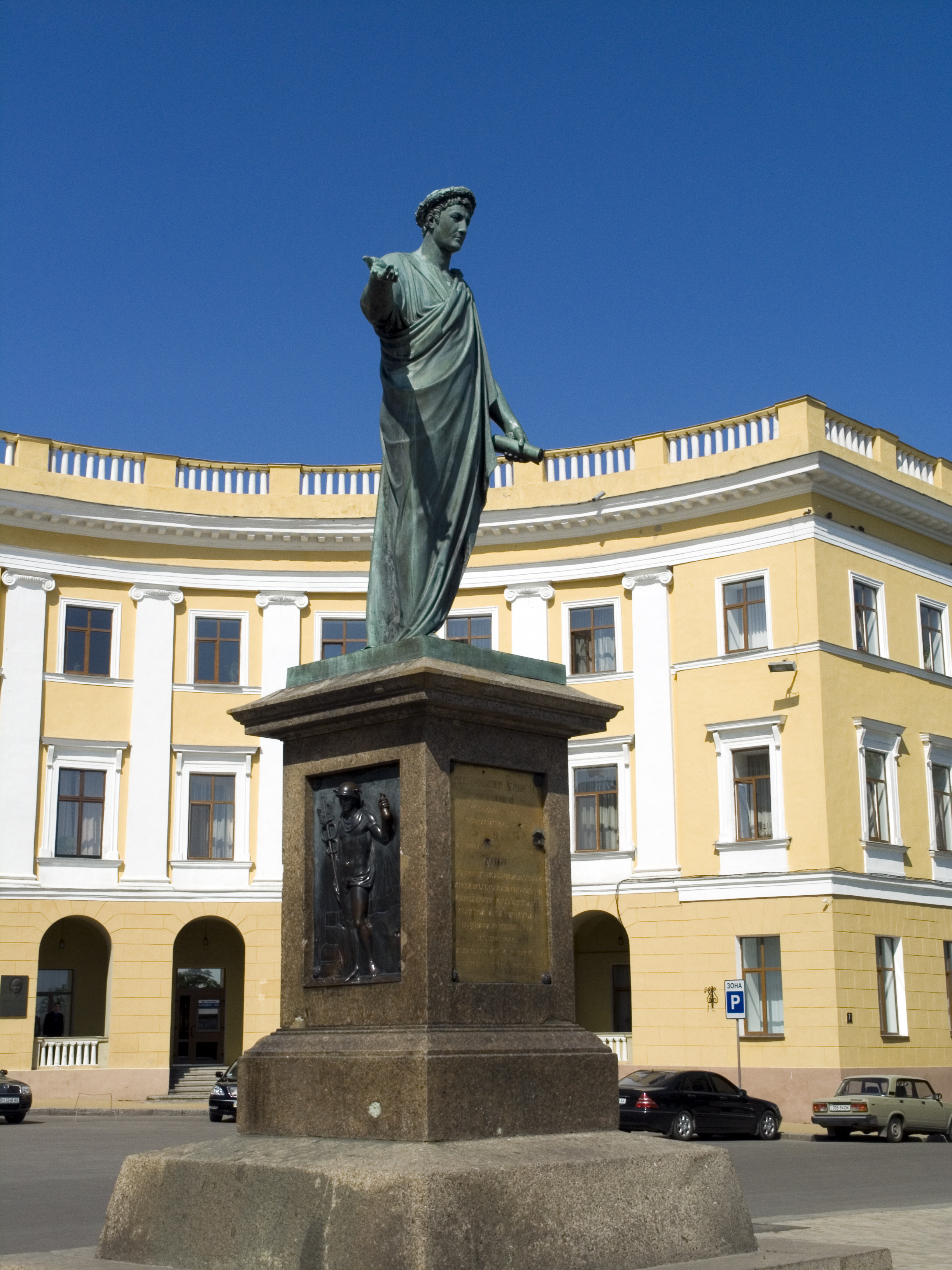
Памятник Ришельё в Одессе

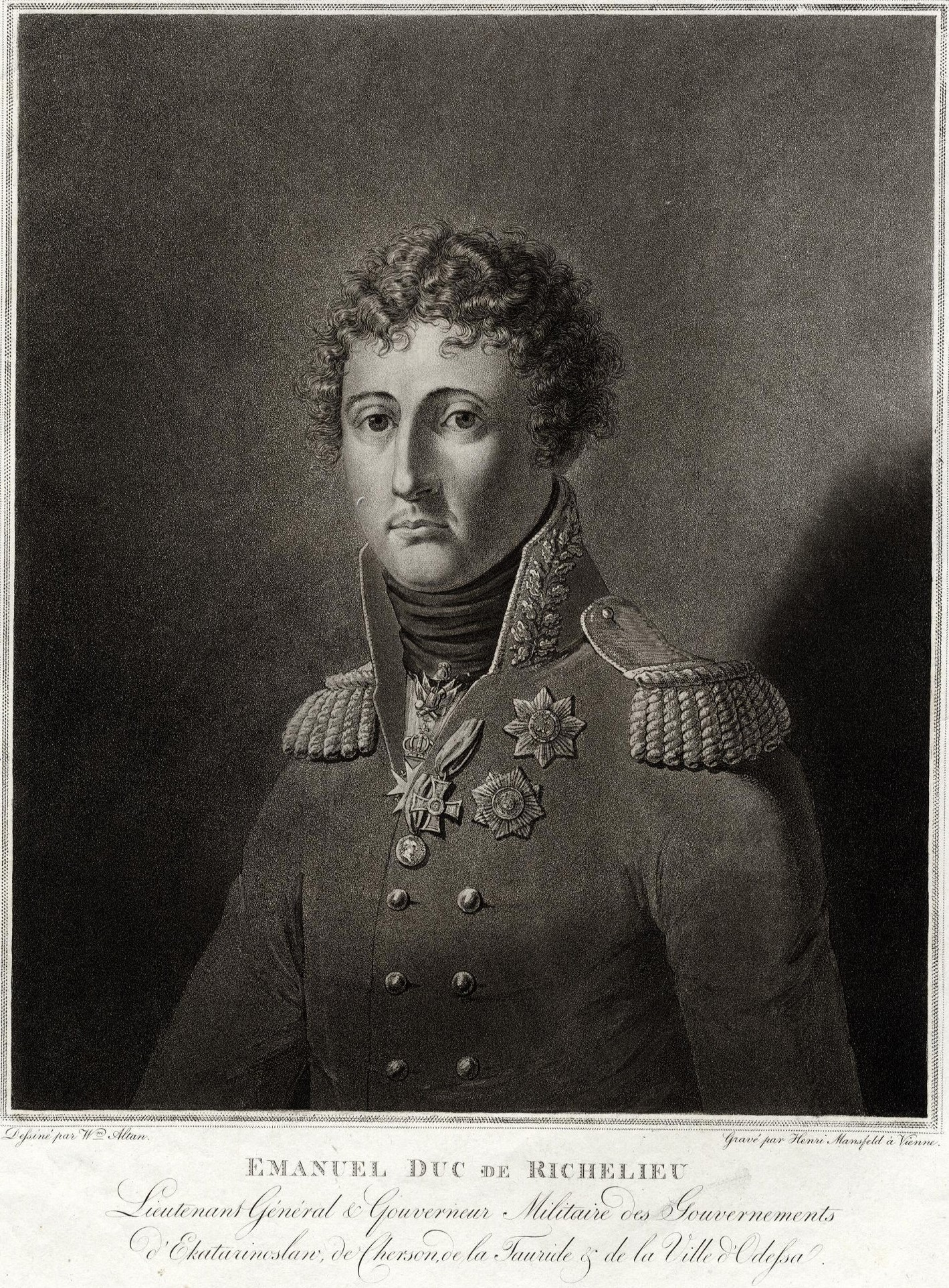
Эммануэль де Ришельё. Гравюра начала XIX века.

В 1783 году получил придворную должность — стал камергером короля Людовика XVI.
С началом Великой французской революции эмигрировал сначала в Австрию, потом в Россию, поскольку был ярым монархистом.
Поступил на российскую военную службу, участвовал во взятии Измаила (1790). 21 марта 1791 года удостоен ордена Святого Георгия 4-го класса «За отличную храбрость, оказанную при штурме крепости Измаила, с истреблением бывшей там армии» и именного оружия «За храбрость». В феврале — марте 1792 года поступил на русскую службу в чине подполковника.
В 1792 году Ришельё предложил Екатерине II проект переселения французских эмигрантов на земли Приазовья, однако проект не получил развития, поскольку бежавшие аристократы попросту отказались селиться в неизвестной им провинции, далекой от Санкт-Петербурга и Москвы. Не получив поддержки своему проекту за границей, герцог некоторое время занимал место при губернаторе Волыни.
В 1793 году произведен в полковники, зачислен сверх комплекта в Тобольский пехотный полк. В дальнейшем участвовал в военных действиях против революционной Франции в качестве русского офицера, состоящего при австрийской армии. В 1795 году переведён в Кирасирский военного ордена полк и назначен его командиром в 1796 году.
В 1796 году, после воцарения Павла I, подал в отставку, уехал в Вену.
В 1797 году произведён в чин генерал-майора и назначен командиром, а затем вторым шефом лейб-Кирасирского Его Величества полка. Находился на этой должности до 1 декабря 1800 года.
В 1799 году произведен в чин генерал-лейтенанта. В 1800 году вышел в отставку. 
С 1803 года снова в России: Александр I, с которым он был в дружеских отношениях, назначил его градоначальником Одессы, в 1805 — генерал-губернатором Новороссийского края.

### Градоначальство и Генерал-губернаторство
При поддержке императора в 1804 году герцог добился снятия с Одессы налогового бремени хотя бы на время: он сумел доказать целесообразность свободного транзита для всех товаров, привозимых морем в Одессу и даже направляемых в Европу. Его стараниями город превратился в крупный торговый порт. В 1804 году Ришельё добился права открыть в Одессе гимназию и коммерческое училище, ряд частных пансионов. При нём был основан благородный институт, послуживший основой для открытия в 1817 году Ришельевского лицея. По его заказу известный архитектор Тома де Томон создает проект здания театра, строительство которого завершилось в 1809 году.
Надпись на латунной позолоченной плите памятника «Дюку» на Приморском бульваре в Одессе:

Герцогу Еммануилу де Ришельё, управлявшему съ 1803 по 1814 годъ Новороссійскимъ краемъ и положившему основаніе благосостоянію Одессы
Благодарные къ незабвеннымъ его трудамъ жители всѣхъ сословій сего города и губерній: Екатеринославской Херсонской и Таврической, воздвигли памятникъ сей въ 1826 годѣ при Новороссійскомъ генералъ-губернаторѣ графѣ Воронцовѣ

В 1806 году началась война с турками. Ришельё имел чин генерал-лейтенанта и командовал 13-й пехотной дивизией, посланной для взятия Измаила. Этот штурм был неудачным. В 1811 году отряд под командованием Ришельё занял покинутую турками крепость Суджук-кале.
Имел поместье на Южном берегу Крыма в поселке Гурзуф, где заложил в 1803 году Гурзуфский парк, а позднее построил в 1811 году усадьбу (ныне Музей А. С. Пушкина в Гурзуфе). До 30-х годов XIX века дом был единственным европейским строением на всем южном побережье. В 1820 году в этом доме у Раевских гостил А. С. Пушкин.
А 1811 году по его инициативе организован Никитский ботанический сад под руководством X. X. Стевена.

#### Чума в Одессе
В августе 1812 года, после подписания Бухарестского мирного договора между Российской и Османской империями, в одесский порт прибыли суда из турецких городов, принесшие с собой самую страшную эпидемию чумы в истории города. В результате неё погибла десятая часть населения.
Ришельё попытался сдержать распространение болезни, разделив город на пять зон и объявив карантин в значительной части губернии, но эти меры оказались недостаточными — жители продолжали вести привычный образ жизни, будто никакой чумы и нет.
22 ноября 1812 года Ришельё ввёл полный карантин: люди обязаны были находиться дома, продукты доставляли только специально экипированные люди, они же занимались сбором тел умерших. Лишь в феврале эпидемия была побеждена. Одесса была объявлена "безнапастным городом".

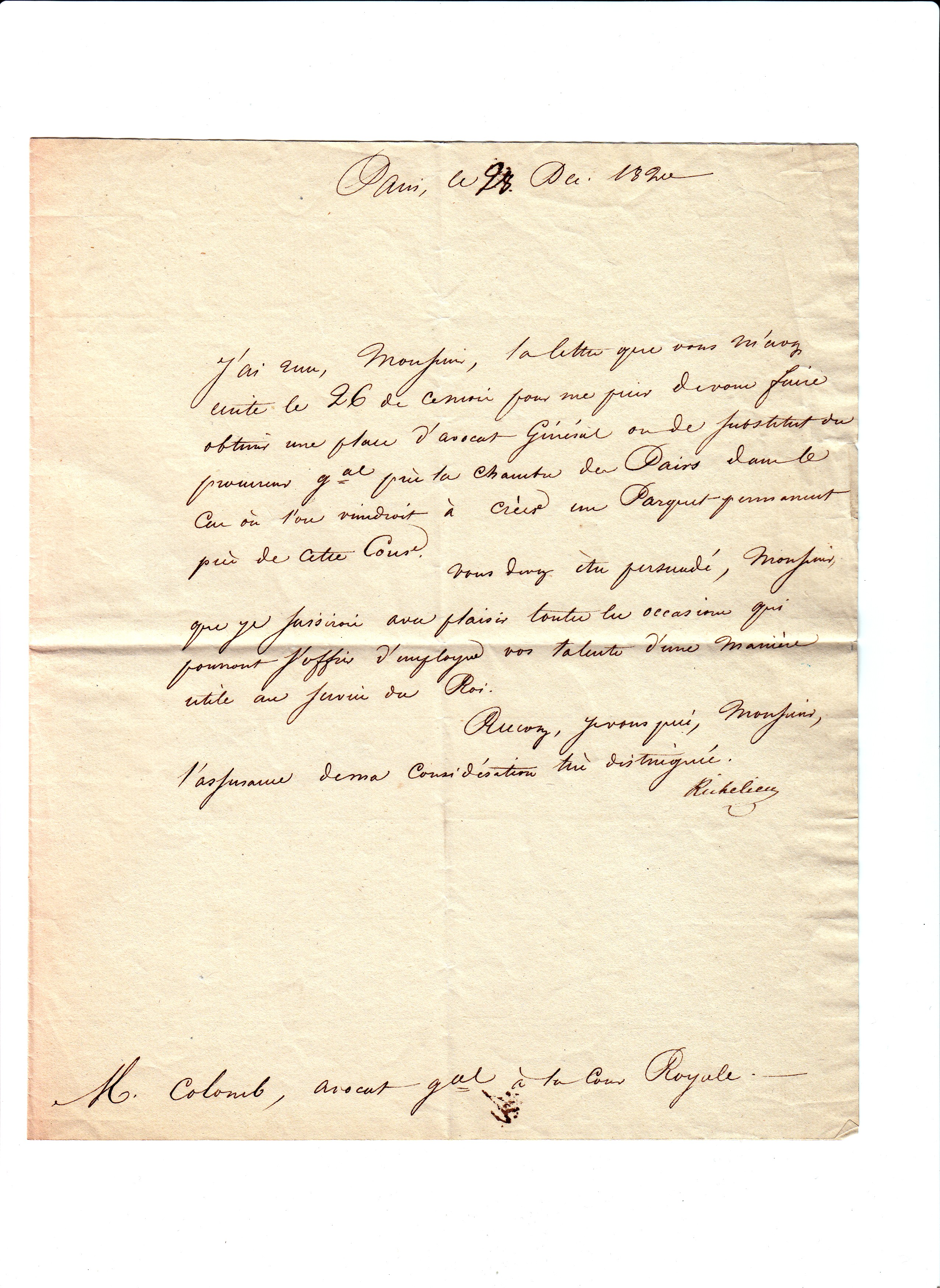
Письмо де Ришельё в качестве Премьер-министра Франции

### Последние годы жизни

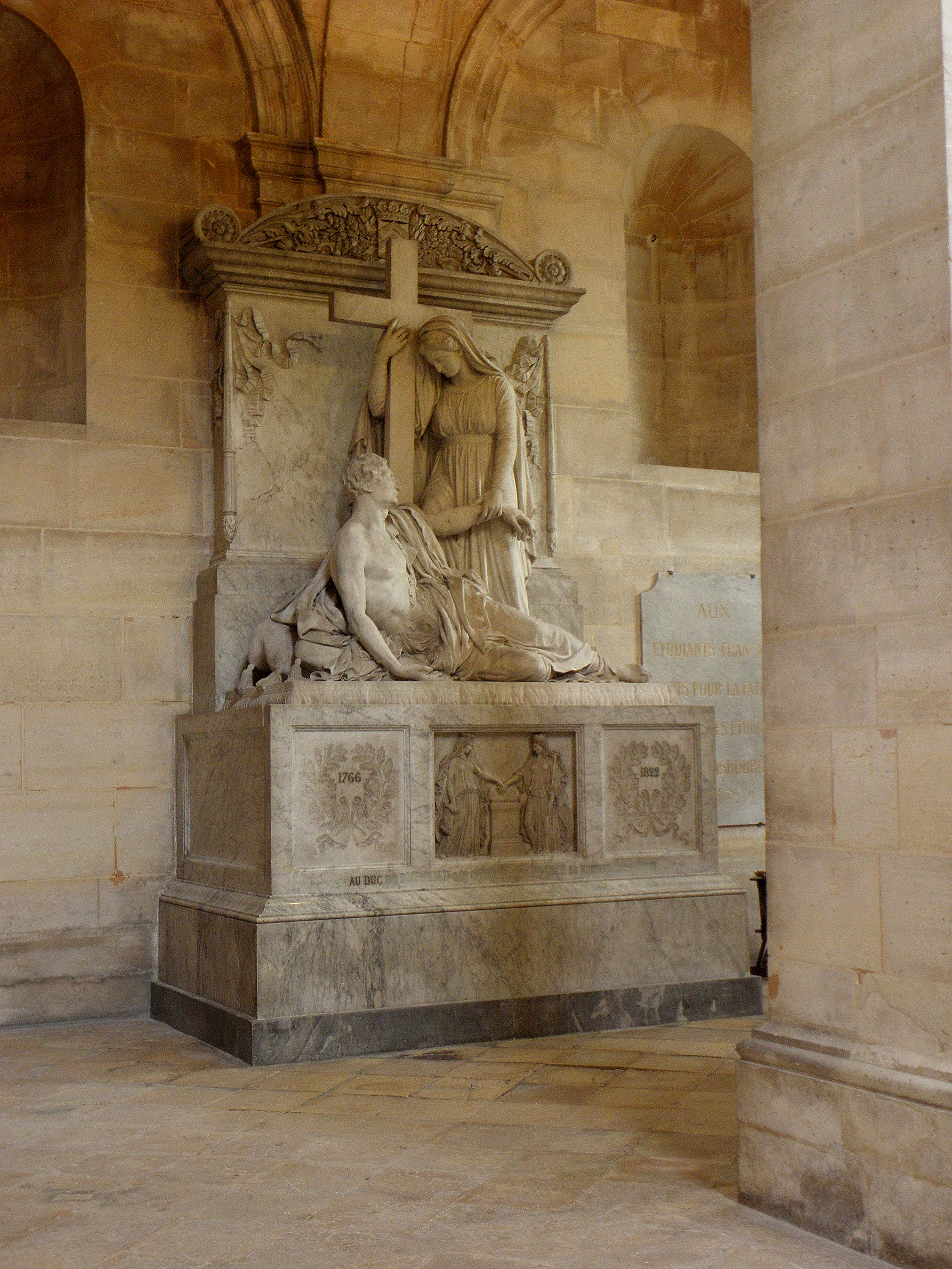
Жюль-Этьенн Раме. Надгробие «дюка» де Ришельё в капелле Святой Урсулы в Церкви Сорбонны, Париж

С 1814 года герцог вновь во Франции, став в 1815 по предложению Александра I премьер-министром правительства Людовика XVIII (до 1821 года, с перерывом в 1818—1820). С 1816 член Французской академии, где занял место изгнанного из Франции бонапартиста Антуана Арно (впоследствии вновь избранного в Академию).
Умер бездетным. Похоронен в церкви Сорбонны в Париже, построенной его предком кардиналом Ришельё. Останки Армана-Эммануэля де Ришельё покоятся в опечатанном склепе церкви. Надгробие находится в одном из приделов храма, беломраморный памятник снабжён надписью:

Дюку де Ришельё, вернувшему Франции её Рейнскую границу.
Титул герцога Ришельё перешёл его племяннику, Арману Франсуа Одет де Ла Шапель де Сен-Жан де Жюмильяку.

## Семейная жизнь
Пятнадцати лет от роду Ришельё женили на 13-летней Розалии де Рошешуар (1768–1830). Девочка страдала пороком развития, который в полной мере проявился лишь в более позднем подростковом возрасте. По этой причине супруги всю оставшуюся жизнь проживали раздельно, но сохраняли глубокое уважение друг к другу. Брак между ними никогда не расторгался, хотя Розалия, по всей видимости, никогда не покидала Францию. Дальний родственник Розалии, Луи Виктор Леон де Рошешуар, был адъютантом Ришельё в России, а после возвращения на родину — парижским военным губернатором.

## Истории с Ришельё

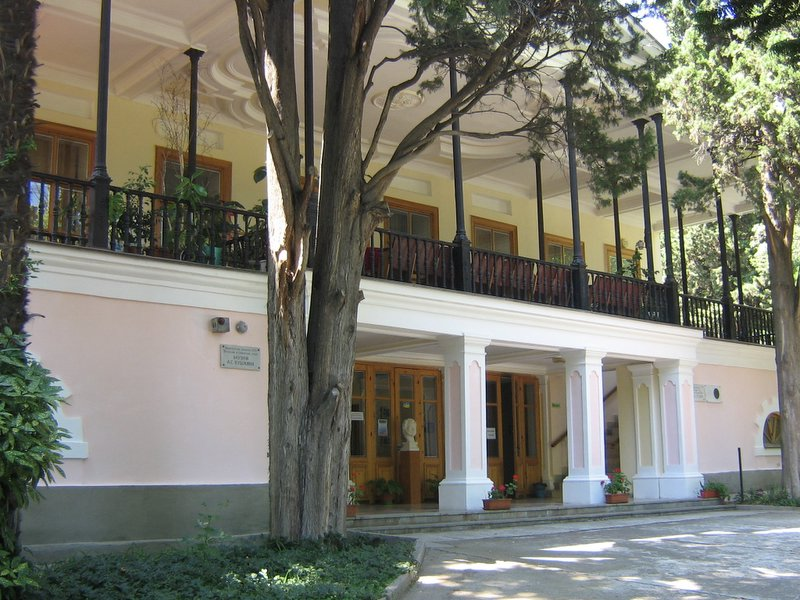
Музей А. С. Пушкина в Гурзуфе располагается в Доме Ришелье, служившим герцогу загородной усадьбой.

- Дед Армана Луи Франсуа, маршал Франции, после большого карточного выигрыша у короля подарил внуку Арману сорок золотых луидоров. Недели через две маршал встревожился: верно, Арман сидит без гроша? Честный внук изумился: как без гроша, а сорок луидоров? Маршал в бешенстве швырнул деньги нищему за окно: вот до чего дожил — мой внук не истратил сорока луидоров за две недели![8]
- Атаман донских казаков Платов приказал Смирному написать письмо герцогу де Ришельё. Смирной написал: «герцог Эммануил… и пр.»

 — Какой он герцог, напиши дюк.
 — Да, Ваше Сиятельство, герцог всё равно что дюк.
 — Ну вот ещё, станешь учить; дюк поважнее: герцог ни к черту не годится перед дюком
- В России дюк стал Эммануилом Осиповичем Ришельё, таким на всю жизнь и остался. Впоследствии, через четверть века, с восстановлением Бурбонов на престоле, Ришельё оказался главой французского правительства; но русской стихии из своей души не вытравил никогда. 
Вот письма, которые он писал из Франции в последние годы своей жизни. В одном из них он пишет о «чистом, свободном воздухе наших степей» — дело шло о степях Новороссии. В другом письме, выражая одному из одесситов сочувствие по случаю трудного положения одесской хлебной торговли, он добавляет, что, к счастью (heureusement), во Франции тоже ожидается плохой урожай, следовательно, новороссийские дела могут поправиться[6]
- В кабинете одесского генерал-губернатора Ланжерона на Ланжероновской улице стоял мраморный бюст Ришельё, присланный в 1819 году в дар городу градоначальником Парижа графом Рошешуаром, бывшим в Одессе адъютантом Ришельё. Этот бюст сейчас по-прежнему на Ланжероновской, только в Морском музее, расположенном в здании бывшего Английского клуба, построенном в 1842 архитектором Г. Торичелли. Попал он туда по чистой случайности: в 1965 году сотрудники Одесской Картинной галереи приняли Ришельё за неизвестного адмирала и передали хранившийся в запасниках бюст Морскому музею, где его атрибутировал одесский старожил Е. Е. Запорожченко. В результате бюст оказался буквально в двух шагах от того места, где жил сам «дюк» Ришельё[10].

## Награды
Французские
- Орден Почётного легиона, командор (1821)
- Орден Почётного легиона, офицер (1820)
- Орден Почётного легиона, кавалер (1817)
- Орден Святого Духа (1818)[11]

Русские
- Орден Святого апостола Андрея Первозванного (1 июня 1818 года)[11]
- Орден Святого Александра Невского (25 февраля 1807 года)
- Орден Святого Георгия 4-й степени (21 марта 1791 года)
- Золотое оружие «За храбрость» (21 марта 1791 года)

Иностранные
- Прусский орден Чёрного орла
- Датский орден Слона

## В честь Ришельё в Одессе были названы
- Улица Ришельевская
- Ришельевский лицей
- Ришельевская гимназия (1880-е — 1920-е годы)
- Большой Ришельевский театр (1900-е — 1920-е годы)
- Дюковский сад
- Кинотеатр «Золотой Дюк»
- Одесский международный кинофестиваль «Золотой Дюк» (1988-…)
- Футбольный клуб «Ришелье» — основанный 1 апреля 1993 года и ставший впоследствии самым титулованным ветеранским клубом Украины
- Шампанское «Золотой Дюк. Брют» Одесского завода шампанских вин
- Коньяк «Золотой Дюк» Одесского коньячного завода
- Сетевой Дюк — произведения об Одессе
- Премия «Золотой Дюк» конвента Фанкон в области фантастики (она же — «Золотой Арвид»)
- Слонёнок Дюк, родившийся 17 октября 2004 года в Одесском зоопарке.